# Gara Constanța
Gara Constanța reprezintă una dintre cele mai importante gări din România și cea mai importantă de pe litoralul românesc al Mării Negre.

## Prezentare generală
În anul 1860 s-a deschis calea ferată Cernavodă-Constanța, construită de o firmă britanică. Gara Constanța-pasageri se afla atunci pe actualul amplasament al Parcului arheologic, o linie ferată deservind portul și gara maritimă ; altă linie construită ulterior deservea Mamaia (traseul ei fiind actualul Bd. Mamaia). Gara actuală a fost terminată în anul 1960.
Calea ferată interoperabilă care trece prin gara Constanța este magistrala 800: București-Fetești-Medgidia-Constanța-Mangalia. Trenurile de pasageri care tranzitează această gară aparțin CFR și firmei „Regio Trans”. Prin Gara Constanța trec zilnic aproximativ 40 de trenuri de călători în perioada de sezon. Orașul Constanța este astfel conectat cu cele mai multe orașe din România, cum ar fi București, Ploiești, Buzău, Iași, Suceava, Galați, Brașov, Sibiu, Cluj Timisoara și altele.
Prin gara Constanța nu trec trenuri de marfă, acestea fiind utilizate în gara de tranzit și triaj „Palas” și în port. Din gara Constanța pleacă trenurile personale care deservesc localitățile și stațiunile de pe litoralul Mării Negre : Agigea, Eforie nord și sud, Tuzla, Costinești, haltele Tatlageac, Plopilor și Comorova care deservesc stațiunile balneo-climaterice „Olimp”, „Neptun”, „Jupiter”, „Aurora”, „Venus” și „Saturn”, și orașul Mangalia (cap de linie).
Gara Constanța este conectată la transportul public și privat din municipiu cu linii de autobuze și microbuze. De asemenea lângă gară se află și autogara Sud din Constanța.

## Distanțe față de alte orașe (gări) din România
- Constanța și Arad (via Alba Iulia) - 845 km
- Constanța și Arad (via Craiova) - 829 km
- Constanța și Bacău - 381 km
- Constanța și Baia Mare (via Comănești) - 838 km
- Constanța și Brașov (via București Nord) - 391 km
- Constanța și Brașov (via Buzău) - 386 km
- Constanța și Brăila - 256 km
- Constanța și Buzău - 208 km
- Constanța și Cluj (via București Nord) - 722 km
- Constanța și Cluj (via Buzău) - 716 km
- Constanța și Craiova (via Caracal) - 434 km
- Constanța și Deva (via Craiova) - 680 km
- Constanța și Iași - 430 km
- Constanța și Oradea - 875 km
- Constanța și Pitești - 333 km
- Constanța și Sibiu - 540 km
- Constanța și Suceava - 527 km
- Constanța și Timișoara - 758 km

## Distanțe față de alte orașe (gări) din Europa
- Constanța și Belgrad - 934 km
- Constanța și Berlin (Gara Berlin Hbf), (via Praga) - 2125 km
- Constanța și Budapesta (Gara Budapest-Keleti pu), (via Arad) - 1097 km
- Constanța și Budapesta (Gara Budapest-Keleti pu.), (via Oradea) - 1122 km
- Constanța și Chișinău (via Tecuci, Iași) - 556 km
- Constanța și Frankfurt pe Main - 2125 km
- Constanța și Kiev (Gara Kiev Pas), (via București Nord) - 1452 km
- Constanța și Sofia (via București Nord) - 764 km
- Constanța și Venezia - 1948 km
- Constanța și Viena (Gara Wien Westbf.), (via Arad) - 1370 km